# Soucron
Soucron là một chi nhện trong họ Linyphiidae.